# Sharplessova oxyaminace
Sharplessova oxyaminace (také se používá označení Sharplessova aminohydroxylace) je organická reakce přeměňující alkeny na vicinální aminoalkoholy. Podobá se Sharplessově dihydroxylaci, v níž se alkeny převádějí na vicinální dioly. Vicinální aminoalkoholy jsou významnými produkty organických syntéz a využívají se při vývoji léků jako farmakofory.

## Mechanismus
Obdobně jako dihydroxylace i oxyaminace představuje cykloadici alkenu, v tomto případě na imidoosmičelý meziprodukt, OsO3(NR).Tyto meziprodukty se vytvářejí reakcemi oxidu osmičelého se sodnými chloraminy. Jako reaktanty se používají chloramin T, alken, oxid osmičelý a chirální ligand. Z benzylkarbamátu (CbzNH2), hydroxidu sodného a terc-butylchlornanu lze získat CbzNCl(Na).
R2NH + t-BuOCl → R2NCl + t-BuOH